# Deidad doméstica

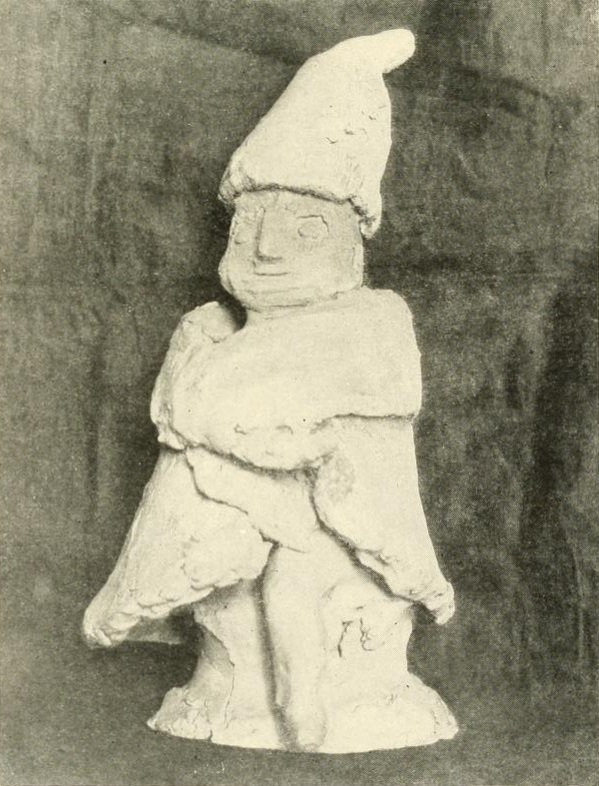
Imagen de culto eslava de principios del siglo XX de un Domovoy, la deidad doméstica, progenitor de la parentela, en el paganismo eslavo

Una deidad doméstica o deidad del hogar es una deidad o espíritu que protege el hogar, cuidando de todos los miembros de la casa o de ciertos miembros clave. La creencia en deidades domésticas ha sido común en el paganismo, así como en el folclore en muchas regiones de todo el mundo.
Las deidades domésticas se clasifican en dos tipos: En primer lugar, una deidad específica – por lo general una diosa – a quien a menudo se le llama diosa del hogar o diosa doméstica y que está asociada con el hogar como casa y el hogar como fuente de calor, como la antigua Hestia griega.
El segundo tipo de deidades domésticas incluye a aquellas que no son una deidad singular, sino una especie o tipo de deidad animista, usualmente con poderes menores que aquellos de deidades mayores. Tal tipo de deidad doméstica fue común en las religiones de la antigüedad, como en el caso de los Lares en la antigua religión romana, los Gashin en el chamanismo coreano y los Cofgodas en el paganismo anglosajón. Estas deidades sobrevivieron a la cristianización en la forma de criaturas del tipo hadas existentes en el folclore, como en los casos de los brownies angloescoceses o el Domovoy eslavo.
Las deidades doméstica usualmente no eran veneradas en templos sino en el hogar, en donde eran representadas por pequeños ídolos (como los terafín en la Biblia, palabra que a veces es traducida como «dioses del hogar» o «ídolos familiares» en Génesis 31:19, por ejemplo), o por amuletos, pinturas o relieves. También podía encontrárseles en objetos domésticos, tales como artículos cosméticos en el caso de Tueris. Era posible que las casas más prósperas tuvieran un pequeño santuario dedicado al dios o dioses domésticos; el lararium cumplía tal propósito en el caso de los romanos. Los dioses eran tratados como miembros de la familia y se les invitaba a unirse a las comidas, o se les daba ofrendas de comida y bebida.

## Tipos
En muchas religiones, antiguas y modernas, un dios preside el hogar.
Han existido ciertos tipos o especies de deidades domésticas. Un ejemplo de esto fueron los Lares romanos.
Muchas culturas europeas han conservado los espíritus domésticos hasta el período moderno. Algunos ejemplos de estos incluyen:
- Brownie (Escocia e Inglaterra) o Hob (Inglaterra) / Kobold (Alemania) / Goblin / Hobgoblin
- Domovoy (eslavo)
- Nisse (noruego o danés) / Tomte (sueco) / Tonttu (finlandés)
- Húsvættir (nórdico)

Si bien el estatus cósmico de las deidades domésticas no era tan elevado como el de, por ejemplo, los Doce Olímpicos o los Aesir, estas deidades también eran celosas de su dignidad y había que apaciguarlas también con santuarios y ofrendas, por humildes que fueran. A raíz de lo inmediatas que eran, es posible que tuvieran más influencia en los asuntos cotidianos de las personas que los dioses remotos. Vestigios de su culto persistieron mucho después de que el cristianismo y otras grandes religiones extirparan casi todo rastro de los grandes panteones paganos. Elementos de tal práctica se pueden ver incluso en la actualidad, con adiciones cristianas, por ejemplo estatuas de varios santos (como San Francisco) que protegen jardines o grutas. Incluso las gárgolas que aparecen en las iglesias más antiguas podrían interpretarse como guardianes que dividen un espacio sagrado.
Durante siglos, el cristianismo libró una guerra de eliminación contra estas deidades paganas menores persistentes, pero la creencia en ellas demostró ser tenaz. Por ejemplo, el Tischreden de Martín Lutero (un libro de frases de Lutero) tiene numerosas referencias – bastante serias – a cómo tratar con los kobolds. Eventualmente, el racionalismo y la Revolución Industrial amenazaron con eliminar a la mayoría de tales deidades menores, hasta que la aparición del nacionalismo romántico las rehabilitó y las embelleció en objetos de curiosidad literaria en el siglo XIX. A partir del siglo XX, esta literatura ha sido explorada en busca de personajes para ser usados en juegos de rol, videojuegos o en la fantasía, no pocas veces investidos con rasgos inventados y jerarquías algo diferentes de sus raíces mitológicas y folclóricas.

## Orígenes en el animismo y el culto a los antepasados

### El sintoísmo como ejemplo de desarrollo
La dinámica general del origen y desarrollo de deidades del hogar durante un lapso de tiempo considerable se puede rastrear y ejemplificar examinando los orígenes históricamente testificados y las prácticas actuales del sistema de creencias sintoísta en el Japón. En palabras del japonólogo Lafcadio Hearn:

La verdadera religión de Japón, la religión que todavía profesa, de una forma u otra, toda la nación, es ese culto que ha sido la base de toda religión civilizada, y de toda sociedad civilizada: el culto a los antepasados.

Describiendo la imagen a grandes pinceladas, Hearn continúa:

En el curso general de la evolución religiosa y social se distinguen tres etapas del culto a los antepasados, y cada una de ellas se ilustra en la historia de la sociedad japonesa. La primera etapa es la que existe antes del establecimiento de una civilización asentada, cuando todavía no hay un gobernante nacional, y cuando la unidad de la sociedad es la gran familia patriarcal, con sus ancianos o jefes de guerra como señores. En estas condiciones, solo se veneran los espíritus de los ancestros familiares; cada familia propicia a sus propios muertos y no reconoce ninguna otra forma de culto. A medida que las familias patriarcales se agrupan en clanes tribales, surge la costumbre del sacrificio tribal a los espíritus de los gobernantes de los clanes; este culto se añade al culto familiar y marca la segunda etapa del culto a los antepasados. Finalmente, con la unión de todos los clanes o tribus bajo un jefe supremo, se desarrolla la costumbre de propiciar a los espíritus de gobernantes nacionales. Esta tercera forma de culto se convierte en la religión obligatoria del país, pero no sustituye a ninguno de los cultos anteriores: los tres siguen existiendo a la vez.

Más aún,

Cada vez que nace un niño en Japón, un santuario sintoísta local añade el nombre del niño a una lista que se guarda en el santuario y lo declara «niño de la familia» (氏子 ujiko). Después de la muerte, un ujiko se convierte en un «espíritu de la familia», o en un "kami de la familia" (氏神 ujigami).

Muchas casas japonesas tienen todavía santuarios (kamidana, o estante de kami) donde se hacen ofrendas a kami ancestrales, así como a otros kami.

### Evolución y supervivencia cultural
Edward Burnett Tylor, uno de los fundadores de la disciplina de la antropología cultural, hablaba de supervivencias, definidas como vestigios de etapas evolutivas previas en el desarrollo de una cultura. Tylor fue también quien acuñó el término de animismo. Discrepaba de Herbert Spencer, otro fundador de la antropología y de la sociología, en relación con el carácter innato de la tendencia humana hacia explicaciones animistas, pero ambos estuvieron de acuerdo en que el culto a los ancestros era la raíz de la religión y que las deidades domésticas eran supervivencias de una etapa temprana tal.

#### Animismo y totemismo
En contraste de las perspectivas de Spencer y Burnett Tylor, que defendían teorías enfatizando los orígenes animistas del culto a los ancestros, Émile Durkheim veía su origen en el totemismo. En realidad, tal distinción es algo académica, en tanto el totemismo puede considerarse como una manifestación particularizada de animismo. Sigmund Freud intentó hacer una suerte de síntesis de las dos posiciones. En su libro Tótem y tabú, tanto el tótem como el tabú son expresiones o manifestaciones externas de la misma tendencia psicológica, un concepto que es complementario, o incluso reconciliador, del aparente conflicto entre las dos posturas. Freud prefería enfatizar las implicaciones psicoanalíticas de la reificación de fuerzas metafísicas, pero con énfasis particular en su naturaleza familiar. Tal énfasis enfatiza, en lugar de debilitar, el componente ancestral.

### Deidades domésticas y culto a los antepasados

#### Jacob Grimm (1835)

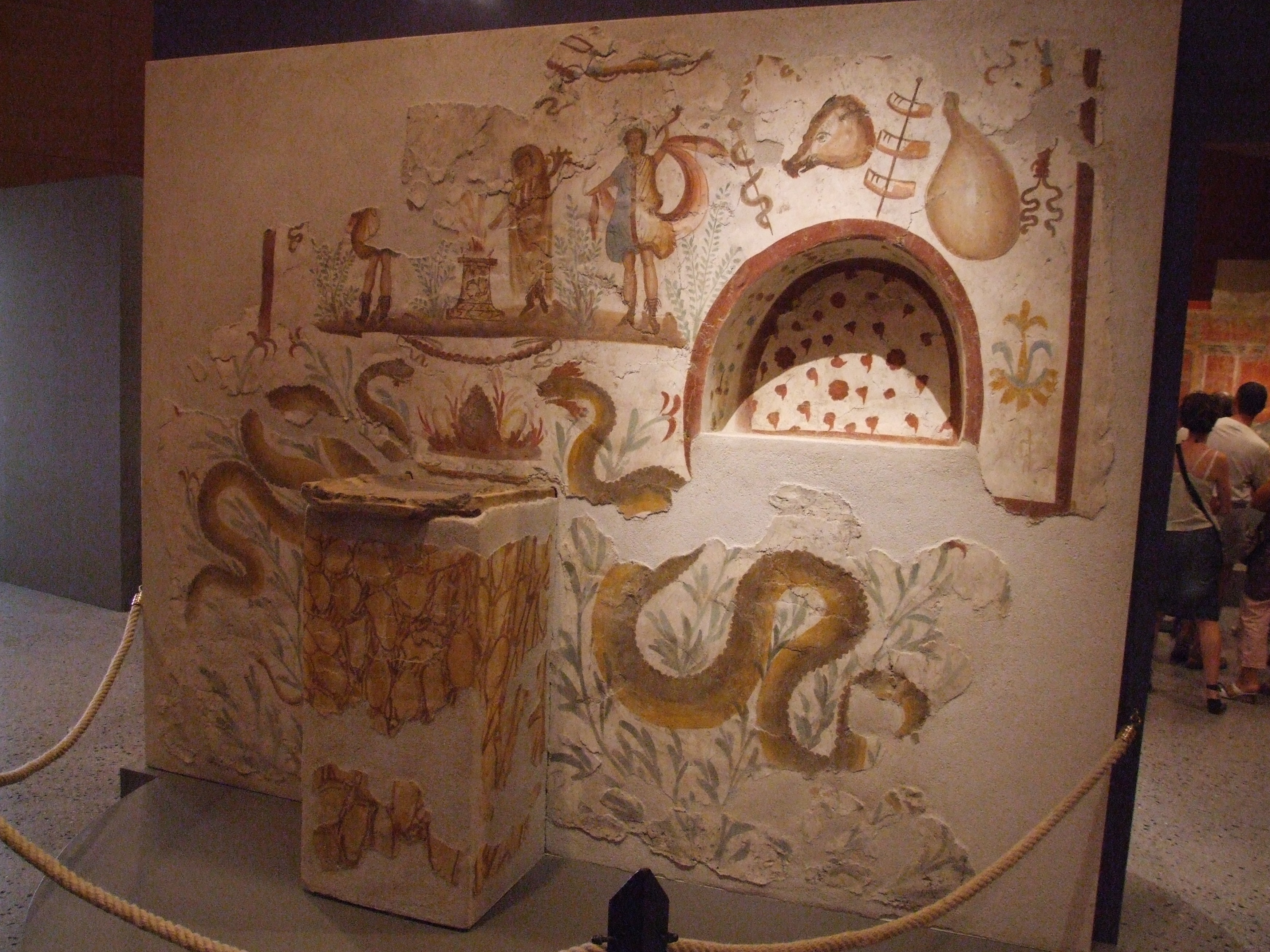
Santuario de las deidades domésticas lares en Pompeya, donde se aprecia el altar de ofrendas y un nicho para imágenes votivas

El decano de los folcloristas europeos Jacob Grimm no dudó en equiparar los lar familiaris romanos con los brownies del folclor anglosajón. Como lo explica Grimm con cierto detalle en su Deutsche Mythologie:

La larva [tipo de máscara del carnaval de Venecia] delata su afinidad con el lar ..., y los bondadosos lares se consideraban a menudo como manes o almas de ancestros difuntos. Así en nuestra superstición alemana encontramos casos de almas que se convierten en duendes domésticos o kobolds, y aún más a menudo hay una conexión entre espíritus inquietos y espectros.

#### Thomas Keightley (1870)
Para enfatizar la equivalencia entre los brownies, kobolds y goblins, pueden considerarse las palabras del historiador y folclorista inglés Thomas Keightly :

El Kobold es exactamente el mismo ser que el Nis danés, el Brownie escocés y el Hobgoblin inglés.
Realiza los mismos servicios para la familia a la que se vincula ... El Nis, Kobold o Goblin, aparece en Escocia bajo el nombre de Brownie.

#### MacMichael (1907)
MacMichael elaboró sus perspectivas sobre el complejo de creencias folclóricas en las siguientes palabras:

¿Qué son nuestros elfos y hadas, duendes, nisses, brownies y pixies, sino supervivencias recientes del culto arquita a los antepasados? Es probable que los brownies y los duendes tuvieran invariablemente un buen carácter en su origen, lo que se deduce de los aspectos positivos que, en muchos aspectos, sobreviven en su carácter, ya que sus virtudes se convierten en vicios y, al contrario, sus vicios en virtudes, según la buena o la mala fortuna que les acontece en el hogar y en sus pertenencias. ¿No es el cuenco de leche colocado para el Brownie en un rincón de la habitación una supervivencia de la ofrenda de vino que se derramaba ante los dioses domésticos de los romanos?

#### New International Encyclopaedia
Es posible referirse a la New International Encyclopaedia, de principios del siglo XX, para demostrar que esta evolución y equivalencia funcional ha llegado a ser generalmente aceptada, y que su naturaleza es de hecho la propuesta por Grimm:

El término hada, sin embargo, también se utiliza libremente para incluir a otros seres de carácter similar, como el brownie, el elfo, el fay, el gnomo, el goblin, el kobold, el pixy, el puck, la salamandra, el sprite, el sylph, el troll y la ondina. . La tradición de las hadas contiene también ciertos elementos de culto a los antepasados, de mitología y de antiguas creencias religiosas.

y también

El parecido con el Robin Goodfellow (q.v.) de los ingleses y el Kobold de los alemanes es conspicuo, y el Lar romano también es sugerido por esta sospecha.

### Origen del culto a los antepasados en el animismo

#### Hearn (1878)
William Edward Hearn, destacado clasicista y jurista, trazó el origen de las deidades del hogar desde las etapas más tempranas como una expresión de animismo, sistema de creencias que se cree existió ya en el neolítico y que fue precursor de la religión indoeuropea. En su análisis del hogar indoeuropeo, en el Capítulo II «El espíritu de la casa», Sección 1, afirma que:

La creencia que guió la conducta de nuestros antepasados fue ... la regla espiritual de los ancestros fallecidos.

En la Sección 2 procede a elaborar:

Es por lo tanto cierto que el culto a los antepasados difuntos es una vera causa, y no una mera hipótesis. ...

En las otras naciones europeas, los eslavos, los teutones y los celtas, el Espíritu de la Casa aparece con no menos claridad. [L]a existencia de ese culto no admite dudas. ... Los Espíritus de la Casa tenían una multitud de otros nombres que es innecesario enumerar aquí, pero todos los cuales son más o menos expresivos de sus relaciones amistosas con el hombre. ... En [Inglaterra] ... [e]s el brownie. ... En Escocia este mismo brownie es bien conocido. Se le suele describir como vinculado a determinadas familias, con las que se sabe ha residido desde hace siglos, trillando el maíz, limpiando la casa y realizando tareas domésticas similares. Su gratificación favorita era la leche y la miel.

#### George Henderson (1911)
George Henderson elaboró sobre el presunto origen del culto a los ancestros en el animismo:

La segunda fase de esta etapa de pensamiento [el animismo] sería un culto a los ancestros humanos, especialmente a jefes tribales y héroes de los clanes: esto es el manismo o el culto a los antepasados propiamente dicho, que culmina en el culto a los héroes. ... Hay que señalar que las características propias de un clan o de una comunidad tribal, que marcan el culto a los antepasados, habrán pasado a un segundo plano, si es que para empezar se pueden deducir entre los celtas; las relaciones que se destacan se encontrarán en los conceptos mitológicos y en el Mito de la Naturaleza. Ya que, en tanto las modificaciones y transiciones en nombre son constantes, el culto a los antepasados queda en parte trascendido. Sin embargo, en el manismo el espíritu guardián tiene su influencia específica en la conciencia tribal. Recuerdo a Aoibhell de Craig Liath, el espíritu guardián de los Dal Caiss, mencionado en la narración relativa a Brian Boru en las Guerras de los Gaedhel y los Gall; también está el Mag Molach o Mano Peluda, y el Bodach An Duin de Rothiemurchus, así como la creencia más familiar en el Brownie que desempeña oficios de ayuda en algunas casas, una débil supervivencia de las primeras fases del culto.

## Lista

### Deidades específicas
Entre las deidades domésticas o del hogar de varias mitologías se encuentran:

#### Europeas
- Agatodemon en la religión griega antigua.
- Aitvaras en la mitología lituana.
- Berehynia (originalmente un espíritu del río, desde 1991 se ha convertido en diosa del hogar en el nacionalismo romántico ucraniano).
- Brigid, una diosa en la antigua religión celta.
- Brownie o Urisk en el folclore escocés.
- Bwbachod en el folclore galés.
- Cofgodas en el paganismo anglosajón.
- Domovoy en el paganismo eslavo.
- Frigg, una diosa en la religión nórdica antigua.
- Gabiya, una diosa en el paganismo báltico.
- Haltiya, o Haldyas en el paganismo finlandés, el folclore finlandés y el folclore estonio.
- Heinzelmännchen en el folclore alemán.
- Hestia, una diosa en el paganismo griego.
- Hob, Lubber fiend y Puck en el folclore inglés.
- Húsvættir, nórdico.
- Jack o' the bowl en el folclore suizo.
- Kobold en folclore alemán.
- Lares en la antigua religión romana.
- Lutin en el folclore francés.
- Matka Gabia, una diosa en el paganismo eslavo.
- Monaciello, Monachiccio, Mamucca, Lu Laùru, Aguriellu o Mazapegol en el folclore italiano.
- Penates, en la antigua religión romana.
- Pūķis en el folclore letón.
- Tomte o Nisse en el folclore escandinavo.
- Trasgo en el folclore español y el folclore portugués.
- Vesta, una diosa de la religión romana tradicional, tanto estatal como doméstica.

#### Africanas
- Bes, un dios en la religión del Antiguo Egipto.
- Ekwu, un dios del odinani de los igbo.

#### Asiáticas
- Anito en la cultura filipina prehispánica.
- Todos los gashin, siendo los más destacados Teoju, Seongju, Jowang o Samshin en la religión popular coreana.
- Kamui Fuchi, una diosa del folclore ainu en Japón.
- Menshen, guardianes divinos de puertas y portones en la religión popular china.
- Ông Táo, dios de la cocina en la religión popular y mitología vietnamita.
- Ông Bình Vôi, el dios que gobierna las cosas cotidianas en la familia en la religión popular vietnamita.
- Thổ Công, es el dios que cuida la casa en la religión popular vietnamita.
- Tu Di Gong (Deidad de la Tierra), en la religión popular china.
- Zao Shen (dios de la cocina), en la religión popular china.
- Zashiki-warashi, en el folclore japonés.

#### Norteamericanas
- Chantico, una diosa en la mitología azteca.

#### Sudamericanas
- Wasikamayuq, deidades proveedoras de protección y sustento en la mitología incaica.

#### Otras
- I Gudli Saibia, un ángel de la guarda femenino en la mitología romaní.